# Karl Beskow
Karl Edward Beskow, född den 6 januari 1878 i Söderhamn, död den 10 februari 1966 i Motala, var en svensk militär. Han tillhörde släkten Beskow och var son till Jacob Fredrik Beskow. 

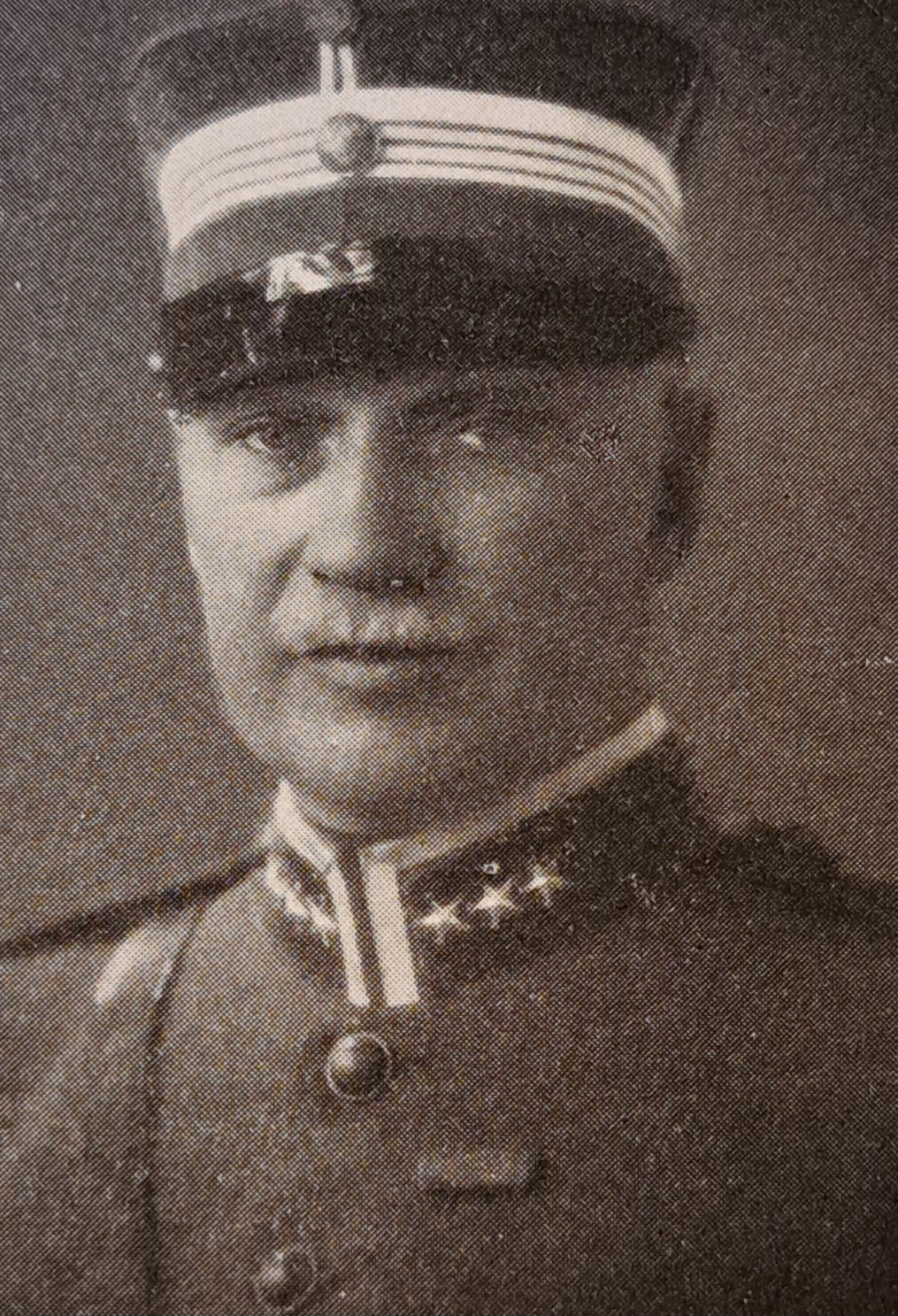
(1878-1966)

Beskow avlade mogenhetsexamen i Gävle 1898 och officersexamen 1900. Han blev underlöjtnant vid Västernorrlands regemente sistnämnda år och löjtnant där 1905. Beskow genomgick Gymnastiska centralinstitutet 1905 och Krigshögskolan 1913–1915. Han blev kapten vid Värmlands regemente 1916, vid generalstaben 1921 och major där 1922. Beskow var stabschef vid III. arméfördelningen 1922–1927. Han blev överstelöjtnant vid generalstaben 1926 och vid Livgrenadjärregementet 1928. Beskow var överste och chef för Jämtlands fältjägarregemente 1931–1937 och befälhavare i Norra militärområdet 1937–1942. Han befordrades till generalmajor i generalitetets reserv 1942 och beviljades avsked 1948. Beskow blev riddare av Svärdsorden 1921, kommendör av andra klassen av samma orden 1934 och kommendör av första klassen 1938. Han vilar på Motala griftegård.